# Индонезийская портовая корпорация
Индонезийская портовая корпорация (индон. PT Pelabuhan Indonesia (Pelindo)) — государственная корпорация, отвечающая за управление, содержание и работу множества портов Индонезии. Существует четыре корпорации, имеющие номера с первого по четвёртый и управляющие портами четырех регионов страны от Суматры до Папуа:
- первая: Ачех, Северная Суматра, Риау и Острова Риау;
- вторая: Западная Суматра, Джамби, Южная Суматра, Бенгкулу, Лампунг, Бангка-Белитунг, Бантен, Джакарта, Западная Ява и Западный Калимантан;
- третья: Центральная Ява, Восточная Ява, Бали, Южный Калимантан, Центральный Калимантан, Западные Малые Зондские острова и Восточные Малые Зондские острова;
- четвертая: все остальные.